# Рипперсхаузен
Рипперсхаузен (нем. Rippershausen) — община в Германии, в земле Тюрингия. 
Входит в состав района Шмалькальден-Майнинген.  Население составляет 882 человека (на 31 декабря 2010 года). Занимает площадь 11,49 км².
Коммуна подразделяется на 2 сельских округа.